# Torbjörn Andersson
Torbjörn Andersson, född 1942 i Gävle, död 2015, var en svensk pressfotograf.
Torbjörn Anderssons karriär inleddes i början av 1960-talet. Han arbetade i över 30 år för tidningen Expressen. Han arbetade även för Arbetet och Aftonbladet. Andersson blev bland annat uppmärksammad för en serie bilder han tog vid Himmelska fridens torg vid massakern 1989.
Andersson var en av Sveriges mest prisbelönta pressfotografer och utsågs 2002 till Årets Fotograf. Samma år släppte han fotoboken "Fem decennier". Hans fotografier har även utsetts till Årets Bild och Årets Bildreportage och han mottog internationella priser som första pris i Fuji Euro Press Awards och World Press Photo.
Han var sedan 1958 bosatt i Malmö.